# ماركو نيلوسكي
ماركو نيلوسكي مواليد 6 يونيو 1996 في ستروغا، جمهورية مقدونيا، هو لاعب كرة يد مقدوني يلعب كظهير أيسر. مثل منتخب مقدونيا لكرة اليد. يلعب حاليا مع نادي ميتالورغ سكوبيه في الدوري المقدوني لكرة اليد.

## روابط خارجية
- ماركو نيلوسكي على موقع الاتحاد الأوروبي لكرة اليد (الإنجليزية)